# Стола
Сто́ла (лат. stola) — элемент литургического облачения католического и лютеранского клирика. Шёлковая лента 5—10 см в ширину и около 2 метров в длину с нашитыми на концах и в середине крестами. Носится поверх альбы, под далматикой или казулой. Цвет варьируется в зависимости от времени церковного года. Епископ и священник надевают столу на шею таким образом, чтобы концы её спускались до колен на одном уровне. Ранее же «свободно» носить столу во время мессы мог лишь епископ, в то время как священник обязан был перекрещивать её на груди, подвязывая концы поясом. Дьякон носит столу на левом плече, закреплённую на правом боку. Надевают столу как незавязанный шарф, не перекрещивая на груди, как было принято ранее.
Папа римский носит расшитую так называемую «державную» столу вместе с моццеттой и рокетто.